# Kaiser-Ludwig-Säule (Puch)

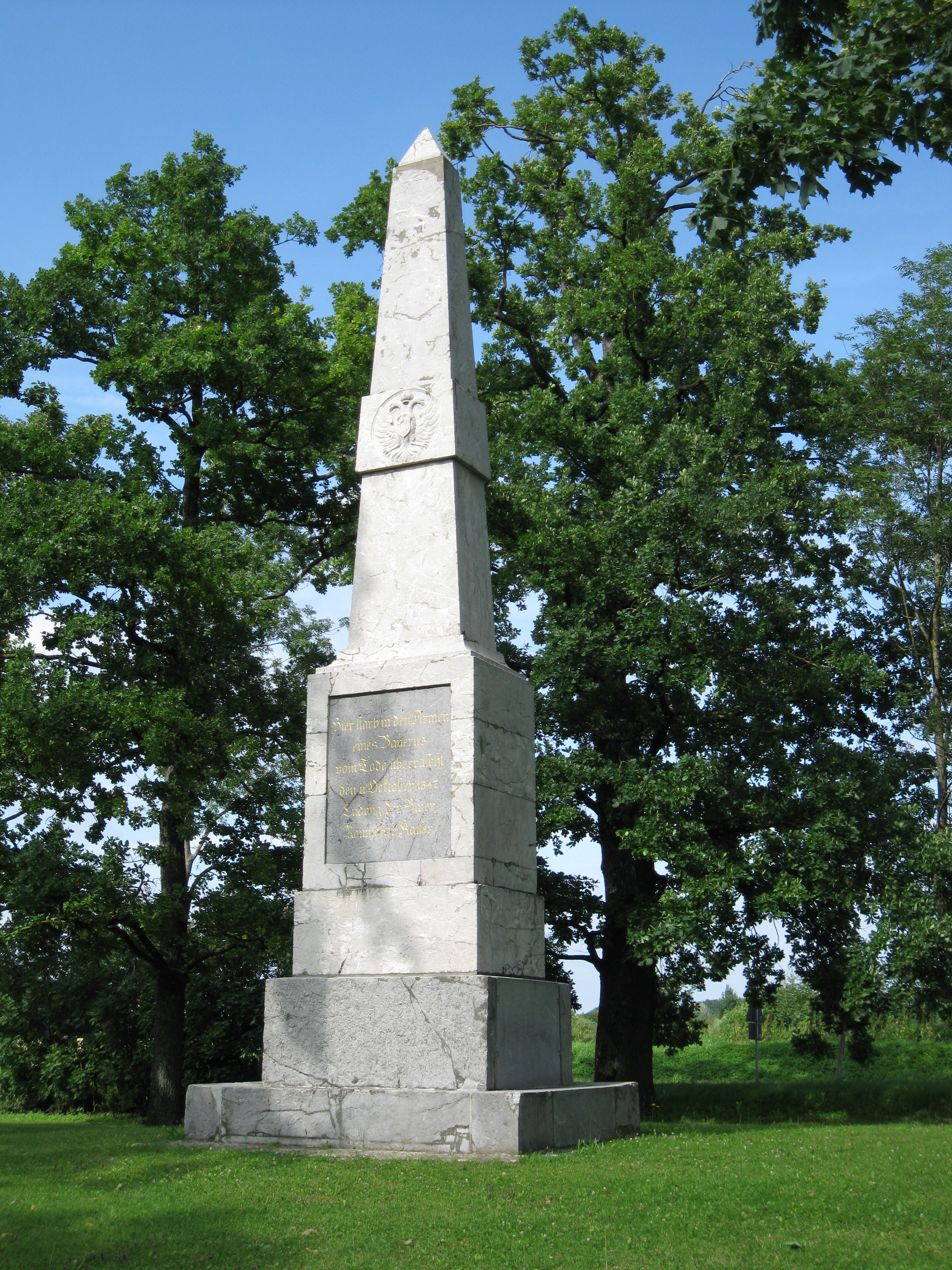
Kaiser-Ludwig-Säule in Fürstenfeldbruck

Die Kaiser-Ludwig-Säule steht am östlichen Ortsrand von Puch, einem Stadtteil von Fürstenfeldbruck im oberbayerischen Landkreis Fürstenfeldbruck.
Das Denkmal, das 1808 als Obelisk zum Gedenken an Kaiser Ludwig den Bayern gestaltet wurde, der 1347 bei einer Bärenjagd vom Schlag getroffen wurde und bei Puch verstarb, ist ein geschütztes Baudenkmal.

## Geschichte
Das Denkmal besteht aus drei aufeinanderstehenden quadratischen Steinblöcken, auf deren oberstem der Obelisk steht. Auf der Vorderseite befindet sich das von Roman Anton Boos (1730–1810) geschaffene Porträt des Kaisers, und auf dem Block darunter eine lateinische Inschrift, deren Übersetzung lautet: „Dem frommen Gedenken Ludwigs des Bayern, Römischen Kaisers, Verteidigers der deutschen Einheit und Geber des bayerischen Landrechts, des starken und beharrlichen Mannes, setzte das Denkmal Maximilian, König von Bayern, 1808“.
Die Rückseite zeigt den kaiserlichen Doppeladler und das Wappen Bayerns sowie darunter die Inschrift: „Hier starb in den Armen eines Bauerns vom Tode überrascht den 11. Oktober 1347 Ludwig der Baier Römischer Kaiser“.
Von der umgebenden Parkanlage, ursprünglich vom Hofgartenintendanten Friedrich Ludwig Sckell geschaffen, haben sich lediglich Bäume und Sträucher sowie die kleine Brunnenanlage erhalten, die 1811/12 errichtet wurde.

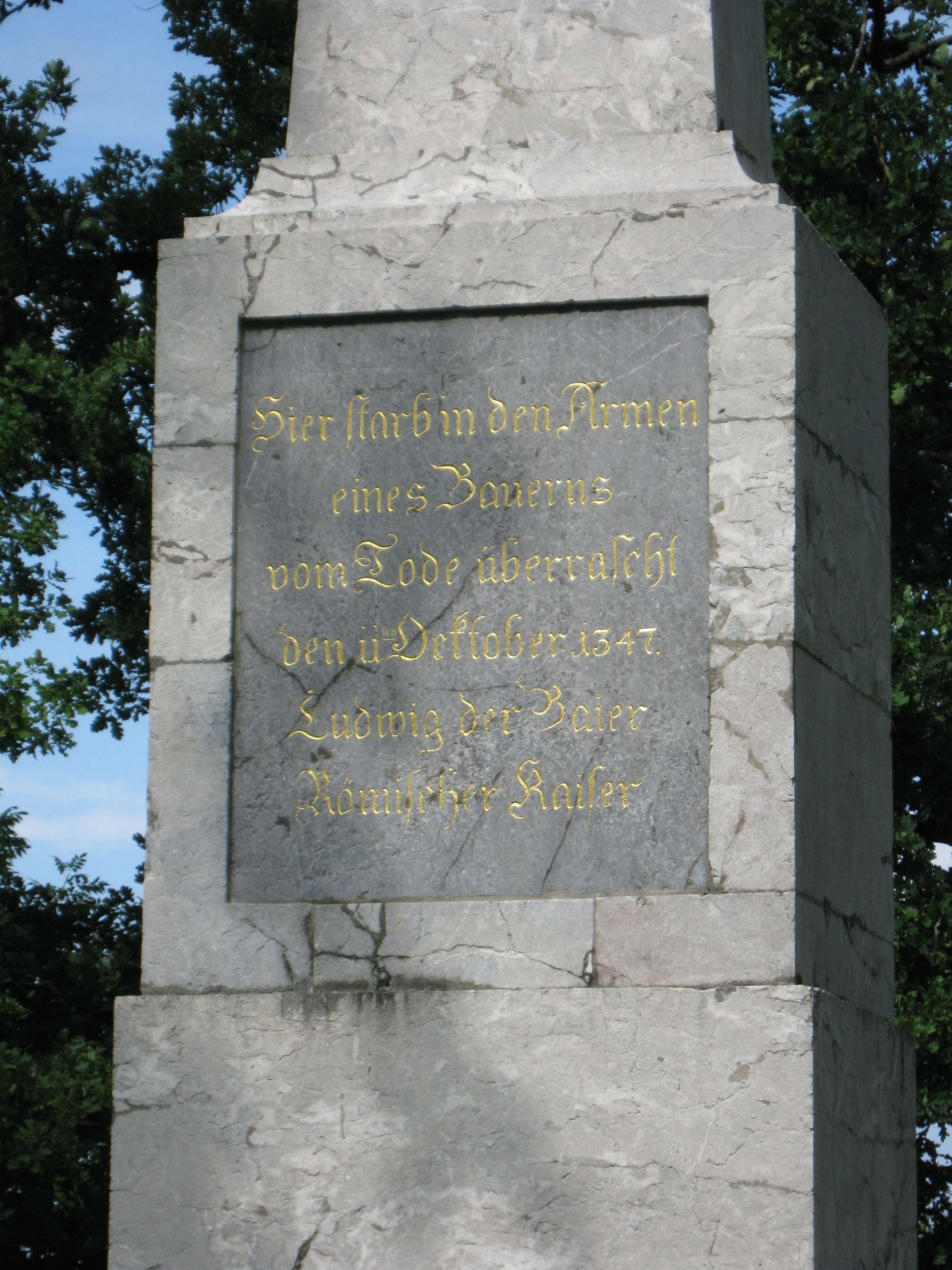
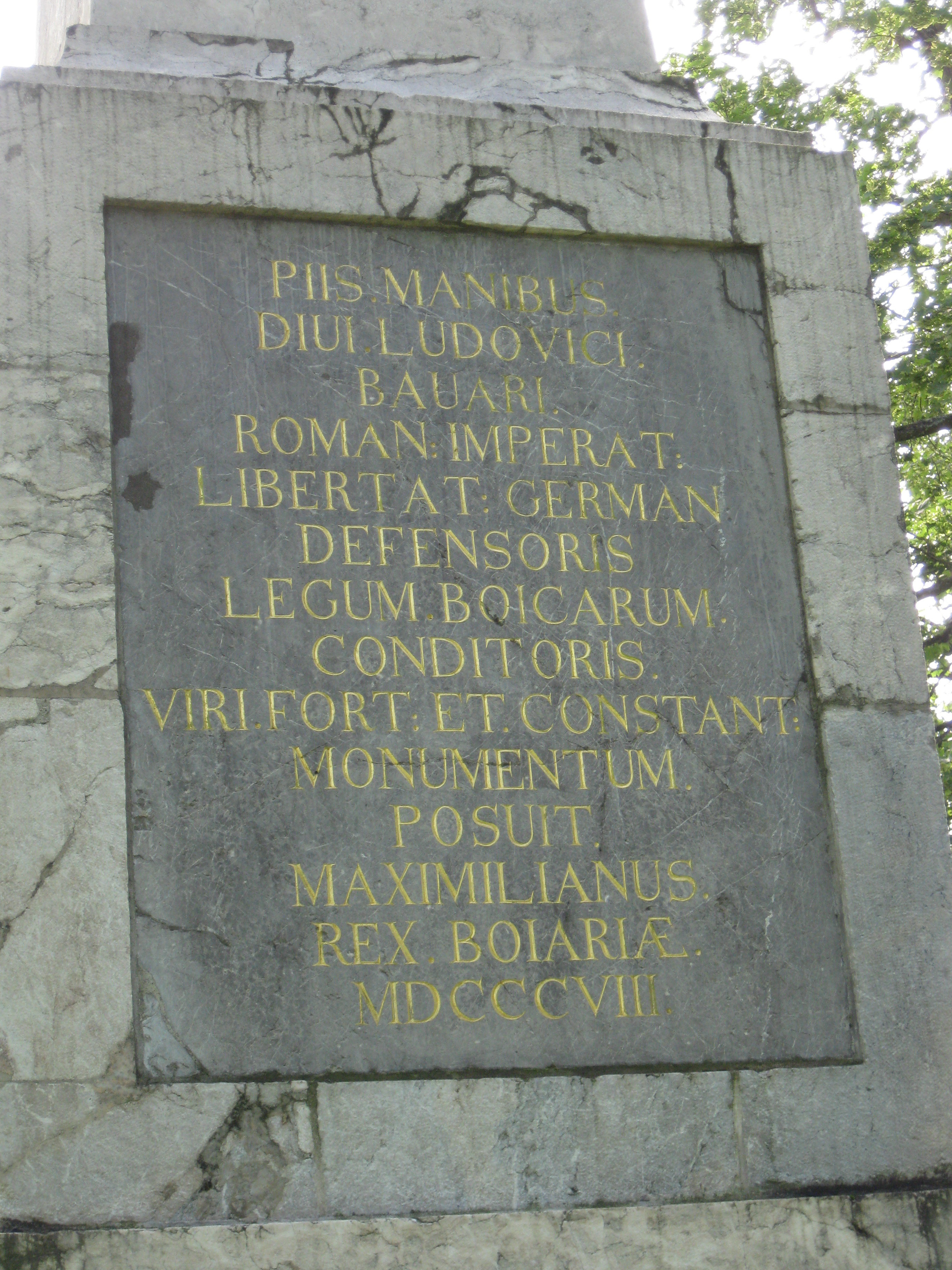